# Березнуватівська сільська рада
| Березнуватівська сільська рада — орган місцевого самоврядування у Солонянському районі Дніпропетровської області з адміністративним центром у с. Березнуватівка. Сільській раді підпорядковані населені пункти: - с. Березнуватівка - с. Грушівка - с. Костянтинівка - с. Межове |

## Склад ради
Рада складається з 12 депутатів та голови.

## Керівний склад сільської ради
| ПІБ                        | Основні відомості                                                                                                  | Дата обрання | Дата звільнення |
| -------------------------- | --- | ------------ | --------------- |
| Місків Валерій Тимофійович | Сільський голова, 1957 року народження, освіта, член народної партії                                               | 26.03.2006   | 31.10.2010      |
| Місків Валерій Тимофійович | Сільський голова, 1957 року народження, освіта вища, член Партії регіонів                                          | 31.10.2010   | 02.06.2013      |
| Хрен Володимир Іванович    | Сільський голова, 1956 року народження, освіта вища, член Партії регіонів, був головою Ради попереднього скликання | 02.06.2013   |                 |
| Галан Ніна Іванівна        | Сільський голова                                                                                                   |              |                 |

Примітка: таблиця складена за даними джерела